# Shelter (gruppo musicale)
Gli Shelter sono un gruppo musicale hardcore punk statunitense fondato nel 1990 da Ray Cappo, già cantante della band Youth of Today. Per via dei testi e dei messaggi fortemente influenzati dalla religione Hindu presenti nelle loro canzoni, gli Shelter sono stati spesso associati al sottogenere musicale chiamato Krishnacore.

## Storia
Il primo album registrato in studio dalla band fu Perfection of Desire, pubblicato nel 1990. L'album era caratterizzato da sonorità punk hardcore che vennero però abbandonate per uno stile più melodico con l'album seguente, intitolato Quest for certainity (1992). Del 1995 è invece l'album Mantra, dallo stile pop-punk sulla scia di altre band come Offspring e Green Day.
Nel 2001, il gruppo ha pubblicato l'album The Purpose, The Passion. Nel 2005, Ray Cappo ha registrato un nuovo album di undici canzoni intitolato Eternal e pubblicato nel maggio 2006 per l'etichetta Good Life Recordings.

## Formazione
- Ray Cappo – voce
- John Porcelly chitarra
- Daniel Larsson chitarra
- Tim Brooks Basso
- Vinny Panza batteria

## Discografia
- Perfection of Desire (1990)
- Quest for Certainty (1992)
- Attaining the Supreme (1993)
- Shelter Bhajan (1993)
- Standard Temple Songs (1993)
- Mantra (1995)
- Beyond Planet Earth (1997)
- When 20 Summers Pass (2000)
- The Purpose, The Passion (2001)
- Eternal (2006)